# Ötvenespuszta
Ötvenespuszta (Ötvenes, románul: Andrei Șaguna, korábban Utviniș) falu Romániában, Arad megyében.

## Fekvése
Aradtól 12 km-re északkeletre, az E671-es út mentén fekszik.

## Nevének eredete
Eredetileg Ötvenablakának hívták: Ethwenablaka és Ethwen Ablak (1471), Etvenablakv (1561). Először a Gyulai szandzsák 1567-es adóösszeírásában Ötvenös. A román név jelöltje Andrei Șaguna püspök.

## Története
1579-ben 29 adófizető család lakta, vegyesen magyarok és szerbek. Valószínűleg a 17. század elején néptelenedett el.
A 18. század második felében az ún. újaradi uradalmat összevásárló ötvenesi Lovász Mihály választotta uradalma székhelyéül. Lakói állandóan cserélődő, szerződéses gazdasági cselédek voltak, magyarok és románok vegyesen.
1859-ben gazdasági szeszgyárat és gőzmalmot alapítottak területén.
1885-ben az anyagi ágon Lovász-utód Zselénszky Róbert hatezer holdas uradalmának volt a központja. Ekkor a majorságban a grófi rezidencia, a tiszttartólakás  és a cselédházak mellett működött a mezőgazdasági eszközöket előállító gépgyár, a malom és a szeszgyár. Utóbbi évente kétezer tonna kukoricát, árpát és rozsot dolgozott fel. Az uradalomban a gabonafélék mellett jelentős volt a repce, a kender és a dohány termesztése.
1926-ig Fakerthez tartozott, ekkor alakították önálló községgé. A Zselénszkytől kisajátított területre a román állam hetven kétegyházi és battonyai román családot telepített. Zselénszky Róbert az 1921-es agrártörvényt kijátszva a megengedettnél több, 1280 holdnyi földet tartott meg. Az 1930-as években az itt termett muskotályszőlőből helyben konyakot is előállítottak. Híres volt ekkoriban dinnyetermesztése is.
1949-ben a Zselénszky-uradalom területéből állami gazdaságot hoztak létre.

## Népessége
- 1910-ben  1085 lakosából 755 volt magyar, 284 román és 30 szlovák anyanyelvű; 637 római katolikus és 278 ortodox vallású.
- 2002-ben 1796 lakosából 1444 volt román és 333 magyar nemzetiségű; 1262 ortodox, 355 római katolikus, 94 baptista, 44 pünkösdista és 24 református vallású.

## Híres emberek
- 1934-ben meglátogatta Patrick Leigh Fermor. Nagy élményt okozott számára, hogy találkozhatott itt egy élő Pallavicinivel és egy Odeschalchival.